# 信号隊ラジオ

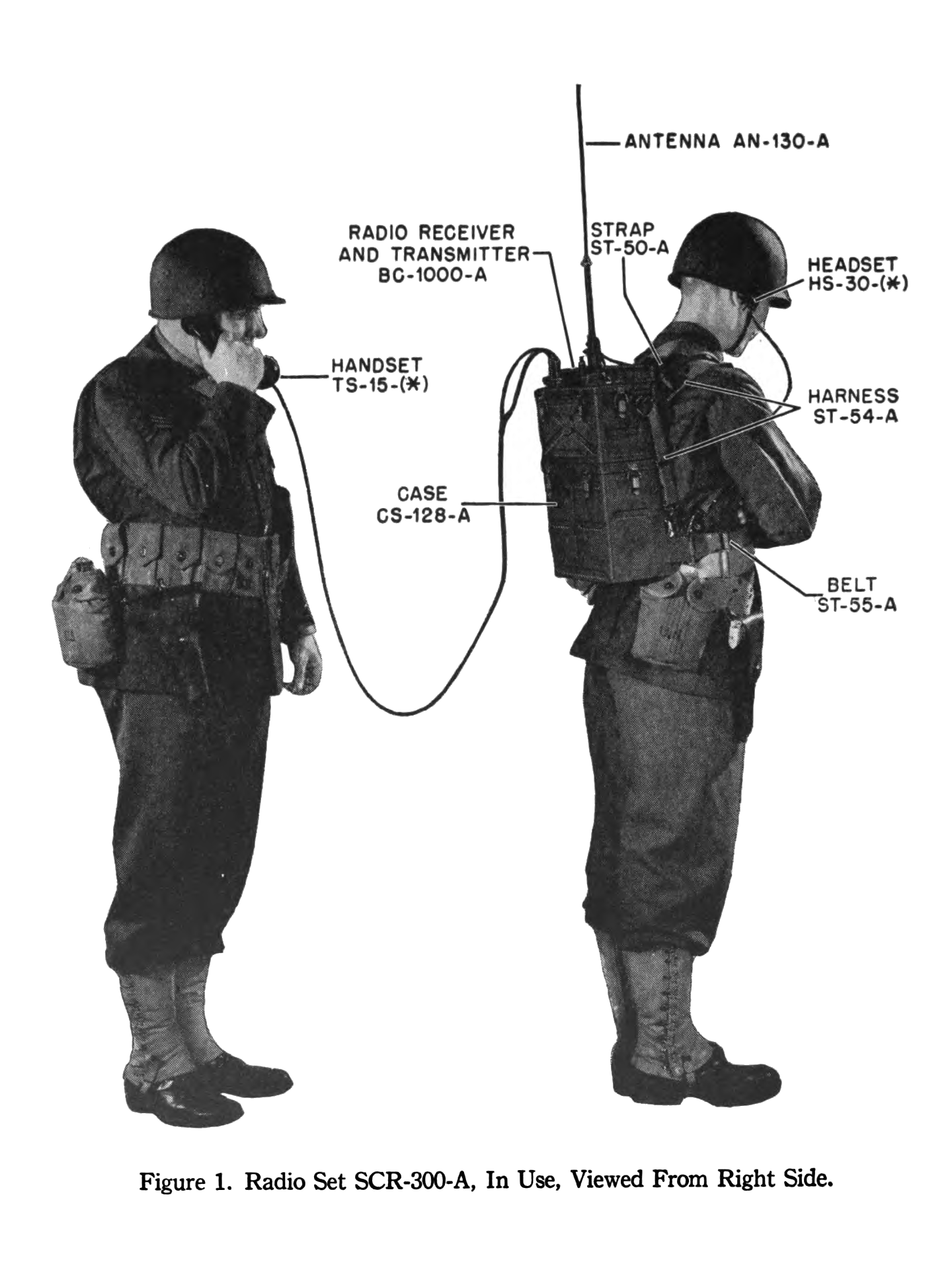
SCR-300-A無線機

信号隊ラジオ（Signal Corps Radios, SCR）は、アメリカ陸軍が採用した軍用無線設備セットの通称である。本来、SCRは「無線一式セット」（Set, Complete Radio）を意味する頭字語だったが、後に誤って「信号隊ラジオ」と解釈されるようになった。

## 名称
「SCR」とは陸軍信号隊向けに考案された命名規則の1つで、少なくとも第一次世界大戦頃から使用されている。SCで始まる3字の識別名は何らかのシステム一式を、1文字ないし2文字がこれを構成するコンポーネントを示した（BCは基礎コンポーネントを、FTは設置型を意味する）。以下のシステムでこの命名規則が適用された。
- SCM：気象観測一式セット（Set, Complete, Meteorological）
- SCR：無線一式セット（Set, Complete, Radio）
- SCS：システム一式セット（Set, Complete, System）

## SCR無線セット
信号隊では個々のコンポーネント（送信機、受信機、電源、受話器、ケース、アンテナなど）の特定の組分けを示すために「セット」（sets）という命名規則を用いた。SCR無線セットには小型のSCR-536無線機（ハンディトーキー）から、高出力なSCR-299車載無線機、SCR-584マイクロ波レーダーまで含まれた。

## SCS
「SCS」は戦闘機指揮・管制所で用いるような大規模な通信システム構築を想定した複数のSCR無線セットの組合せを示すために用いられた。SCSの組合せにはSCRの完全なセットのほか、送信機ないし受信機のセットのみ含まれる場合があった。

## その他の命名規則
「RC」はサブシステムやアクセサリーの組分けを示すために使われた。1943年の電子機器型式共通命名システム採用に際して統合された。

## 兵科ごとのSCR
以下にアメリカ陸軍の各兵科が採用したSCRを示す。ただし、これはあくまでも一例であり、実際には多くのSCRが兵科をまたいで使用された。
| 機甲（Armor） - SCR-78 - SCR-189 - SCR-245 - SCR-508 FM - SCR-510 FM | 砲兵（Artillery） - SCR-109 - SCR-136 - SCR-161 - SCR-178 - SCR-179 pack - SCR-194 - SCR-608 FM - SCR-610 FM - SCR-619 FM | 歩兵（Infantry） - SCR-77 - SCR-131 - SCR-195 - SCR-284 - SCR-300 FM - SCR-536 - SCR-694 | 汎用/指揮所（general use/command） - SCR-50 - SCR-97 - SCR-101 - SCR-105 - SCR-124 - SCR-171 - SCR-177 - SCR-193 - SCR-299 - SCR-506 |

| 騎兵（Cavalry） - SCR-44 mule pack - SCR-49 mule pack - SCR-127 mule pack - SCR-130 mule pack - SCR-179 mule pack - SCR-203 mule pack - SCR-511 pogo stick | 沿岸砲兵・高射砲兵（Coast artillery/AAA） - SCR-162 - SCR-543 | 地上航空連絡（Air Liaison (ground)） - SCR-108 - SCR-188 - SCR-197 - SCR-237 | 航空機（Aircraft） - SCR-62 observation balloon - SCR-64 - SCR-68 - SCR-80 - SCR-90 - SCR-91 - SCR-100 - SCR-133 - SCR-134 - SCR-135 - SCR-183 - SCR-187 - SCR-274 - SCR-283 - SCR-287 - SCR-522 - SCR-542 |